# Fast poker
Fast poker är ett kasinospel som påminner om Black Jack och poker. Det går ut på att spelaren försöker vinna över dealern med hjälp av tre kort. Casinovarianten av Three Card Poker skapades först av Derek Webb 1994 och patenterades 1997. 